# École de Wunu
L'École de Wunu (caractères traditionnels: 無奴學派; caractères simplifiés: 无奴学派; pinyin: Wúnú Xuépài) est une école historiographique chinoise, fondée par Huang Xianfan (1899-1982), qui a cherché à marier le positivisme historique occidental avec la recherche historique des traditions chinoises, et poursuivie par de nombreux disciples dont Huang Weicheng, Zhang Yimin, Huang Zengqing, Wei Wenxuan et Yu Shijie. Il s'agit de la première école d'historiographie chinoise fondée après la réforme économique chinoise.

## Histoire
La naissance de l'École de Wunu intervient dans le contexte de la réforme économique chinoise, lorsque la Chine est en proie à une grave crise de l'historicité, le sentiment du Progrès et de la continuité ayant perdu leur évidence. Le rôle de l'historien ne peut plus, dès lors, se réduire à l'accumulation laborieuse de petites histoires désincarnées. L'historien doit, selon l'un des fondateurs Huang Xianfan, plonger dans son présent afin d'écrire une histoire vivante, qui palpite avec son époque et qui est engagée dans ses enjeux. On la fait généralement débuter en 1979 avec la publication par Huang Xianfan de ses Aucune société esclavagiste dans l'histoire chinoise. Il publia en 1981, un ouvrage intitulé Aucune société esclavagiste dans l'ancienne société chinoise. Huang Xianfan est généralement considéré comme le fondateur de l'école. Le terme « École de Wunu » a été utilisé pour la première fois vers 1981 par les historiens chinois. Le soi-disant «wu» dans la signification chinoise est « non », « nu » signifie « société esclavagiste », pas un « esclave ou de l'esclavage ». « Wunu » dans la signification chinoise est «aucune société esclave ».
L'École de Wunu, qu'on la considère comme un mouvement d'historiens ayant des préoccupations communes, ou comme une tendance idéologique de l'historiographie réformée ayant produit des cohortes d'historiens, trouva dans la première génération une source inépuisable d'inspiration et d'actualisation.
Les années 1980 voient l'émergence de l'« école de wunu », emmenée notamment par Huang Xianfan et Zhang Guangzhi (1937-). Tout en s'inspirant de la première génération, cette nouvelle école amène une série de changements méthodologiques. D'une part, Huang Xianfan affirme fortement sa conviction que le positivisme historique doit être normative et servir directement à l'action de recherche académique. D'autre part, et surtout, Huang Xianfan et ses disciples (par exemple Zhang Guangzhi, Mo Jinshan et Chen Chun) ou étudiants (par exemple Huang Weicheng, Zhang Yimin, Huang Zengqing, Wei Wenxuan et Yu Shijie) sont enseignés dans les universités chinoises pendant une longue période, élargissant ainsi l'impact de l'école, par exemple, des historiens du marxisme comme Bai Shouyi, Yang Kuan, Wu Dakun, He Tzequan, Zhao Guangxian et Tian Chang se sont dits fortement influencés par l'École de Wunu. La deuxième génération de l'École de Wunu émerge à la toute fin du XXe siècle avec notamment des auteurs tels que Shen Changyun, Hu Zhongda, Mo Jinshan, Yu Shijie et Chao Fulin. Cette génération est farouche opposante à l'historien marxiste Guo Moruo.
La troisième génération de l'École de Wunu émerge au début du XXIe siècle avec notamment des auteurs tels que Ye Wenxian, Wang Xuedian, Wang Zanyuan, Li Xuegong, Duan Zhongqiao, Wang Mingfu, Liao JunXiang, Qi Liang, Chen Chun et Lu Kejian. Cette génération est, bien plus que la précédente, influencée par le positivisme de la première génération.

## Controverses
L’École de Wunu s'est développée à travers un certain nombre de controverses portant sur la nature même de l'ancienne société chinoise. La première de ces controverses connue sous le nom de nature même de l'ancienne société chinoise, oppose Huang Xianfan à l’École historique du marxisme menée par Guo Moruo, qui soutient que l'ancienne société chinoise était une société esclavagiste. Huang Xianfan soutient que l'esclavage existait à l'époque antique, il est mentionné dans les toutes premières traces écrites, comme le Code d'Hammourabi et d'autres écrits analysés comme des transcriptions d'histoires orales. Cependant, l'existence de l'esclavage ne signifie pas l'existence de la société esclavagiste. En outre, l'esclavage n'existait pas dans la société chinoise ancienne, il n'est pas mentionné dans les premiers documents écrits, comme l'Écriture ossécaille, Jīnwén et d'autres écrits analysés.
D'un autre côté, elle se double d’une opposition permanente à Fan Wenlan et l'École historique du marxisme dogmatique, inaugurée par Huang Xianfan et poursuivie par Zhang Guangzhi et Chao Fulin. La troisième, lancée par Huang Xianfan contre la conception objective de la société esclavagiste, se prolonge contre l'historiographie du marxisme dogmatique chinois. Ces controverses sont encore vivaces et mettent le positivisme traditionnel de l'École de Wunu en conflit avec presque toutes les autres écoles de la pensée historique contemporaine du marxisme chinois,.

## Contributions
L'historiographie de l'École de Wunu a été fertile, elle a fortement contribué à l'étude des sociétés chinoises anciennes (études sur les stratification sociale, institution sociale et forme sociale), à l'étude de l'écriture ossécaille (philologie), à l'étude du paléographie (Jīnwén) ainsi que de la culture et de l'art.
Initialement proposé par Huang Xianfan, le problème sur l'histoire de la société chinoise ancienne est devenue un « problème de l'historiographie », qui questionne le passé et remet constamment en question ses propres postulats et méthodes, afin de ne pas être en reste sur les autres sciences et sur l'histoire du monde. Cette obligation implique de sortir l'histoire de son « immobilisme académique » en diversifiant et surtout en croisant ses sources, au-delà des seules références écrites traditionnelles. Il s'agit de s'ouvrir aux autres sciences humaines, de les combiner entre elles afin de pouvoir stimuler la curiosité de l'historien.Pour citer Zhang Guangzhi, l'autre fondateur : « Huang Xianfan est un excellent historien, et il y a de nombreuses contributions à l'historiographie contemporaine chinoise. Le bon historien ressemble à l’exorciste dieu de la légende. Huang Xianfan ressemble au Zhong Kui de la légende ».

## Principaux représentants
Les principaux représentants de l'École de Wunu sont Huang Xianfan, Zhang Guangzhi, Huang Weicheng, Zong Ruihua, Shen Changyun, Hu Zhongda, Zhang Yimin, Wei Wenxuan, Huang Zengqing, Mandu Ertu, Hu Quyuan, Chao Fulin, Ye Wenxian, Mo Jinshan, Yu Shijie, Wang Xuedian et Duan Zhongqiao.